# Combate de Laguna Cierva
O combate de Laguna Cierva foi uma batalha travada entre as tropas imperiais brasileiras e paraguaias no dia 19 de fevereiro de 1868, durante a Guerra do Paraguai, na região chamada Reducto Cierva conhecida como Fuerte del Estabelecimiento construída ás ordens de Solano López. O local ficava na margem direita do rio Paraguai, de frente com a Fortaleza de Humaitá.

## O combate
Sofreu assalto no contexto da passagem de Humaitá (19 de Fevereiro de 1868), em operação conjunta fluvial e terrestre, esta última a cargo do 16º Batalhão de Infantaria e do 31º de Voluntários (os "capoeiras" da Corte). Destacou-se a força de seis pequenos couraçados (monitores) sob o comando de Delfim Carlos de Carvalho, que sob o fogo cruzado paraguaio, conseguiu romper as correntes que fechavam o rio, atingindo a capital, Assunção (24 de Fevereiro de 1868), que bombardeou. Por este feito, foi agraciado pelo Imperador D. Pedro II (1840-1889) com o título de Barão da Passagem.
De acordo com a historiografia paraguaia, após o fracasso da quarta tentativa de assalto brasileira, o comandante do reduto, major Olavarrieta, evacuou as tropas paraguaias (que entretanto haviam ficado sem munições), nos barcos Tacuary e Igurey. Estas embarcações haviam participado da defesa do reduto e transportaram as tropas para a Fortaleza de Humaitá, do outro lado do rio. Uma vez abandonado, o reduto foi ocupado pelas tropas brasileiras. As perdas dos aliados foram estimadas em 1.200 homens (entre mortos e feridos) e as paraguaias em 150 homens e 9 peças de artilharia.
O episódio foi retratado pelo pintor Edoardo Martino, obra que se encontra no Museu Naval e Oceanográfico do Rio de Janeiro.

## Galeria

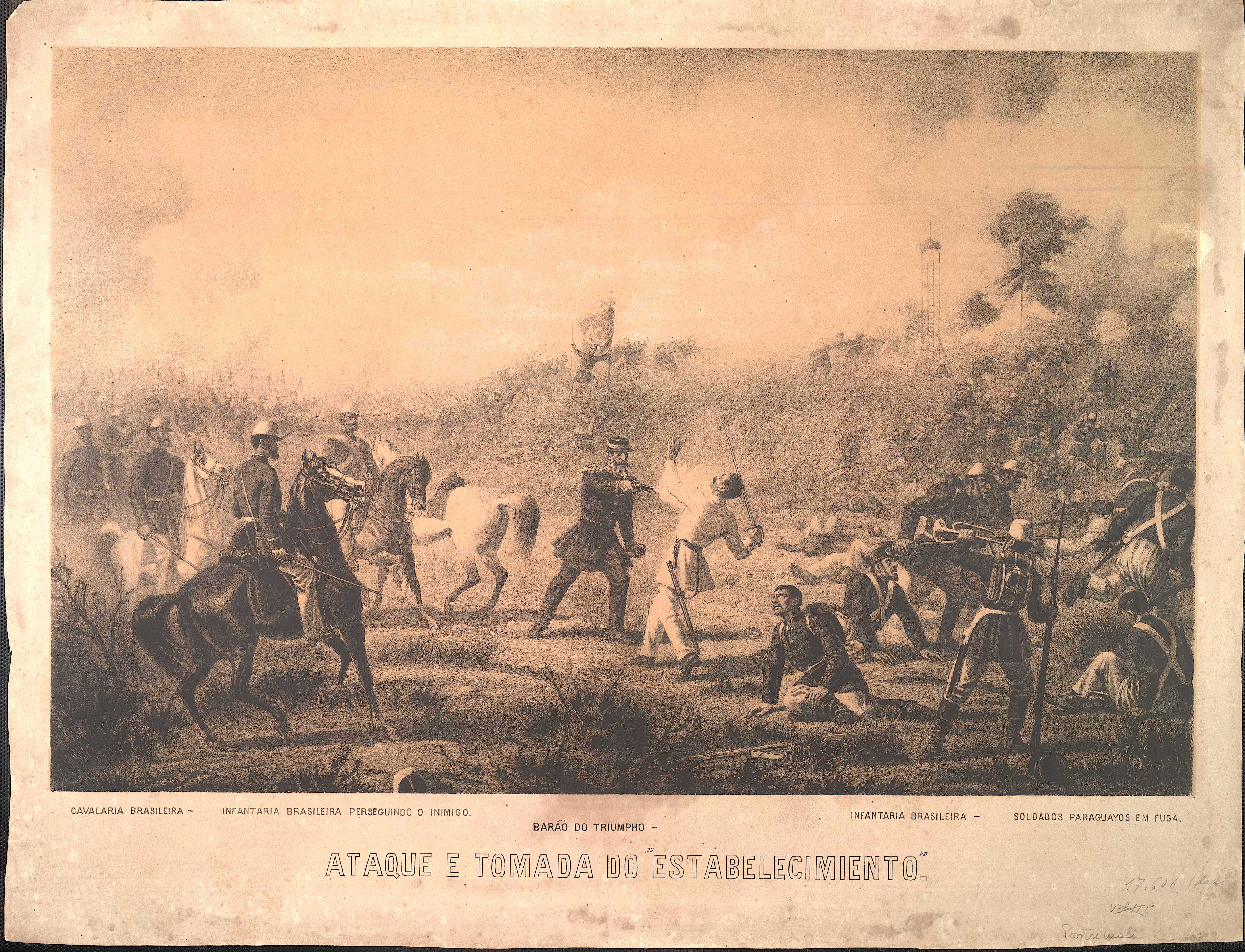
Ataque e Tomada do Estabelecimiento.
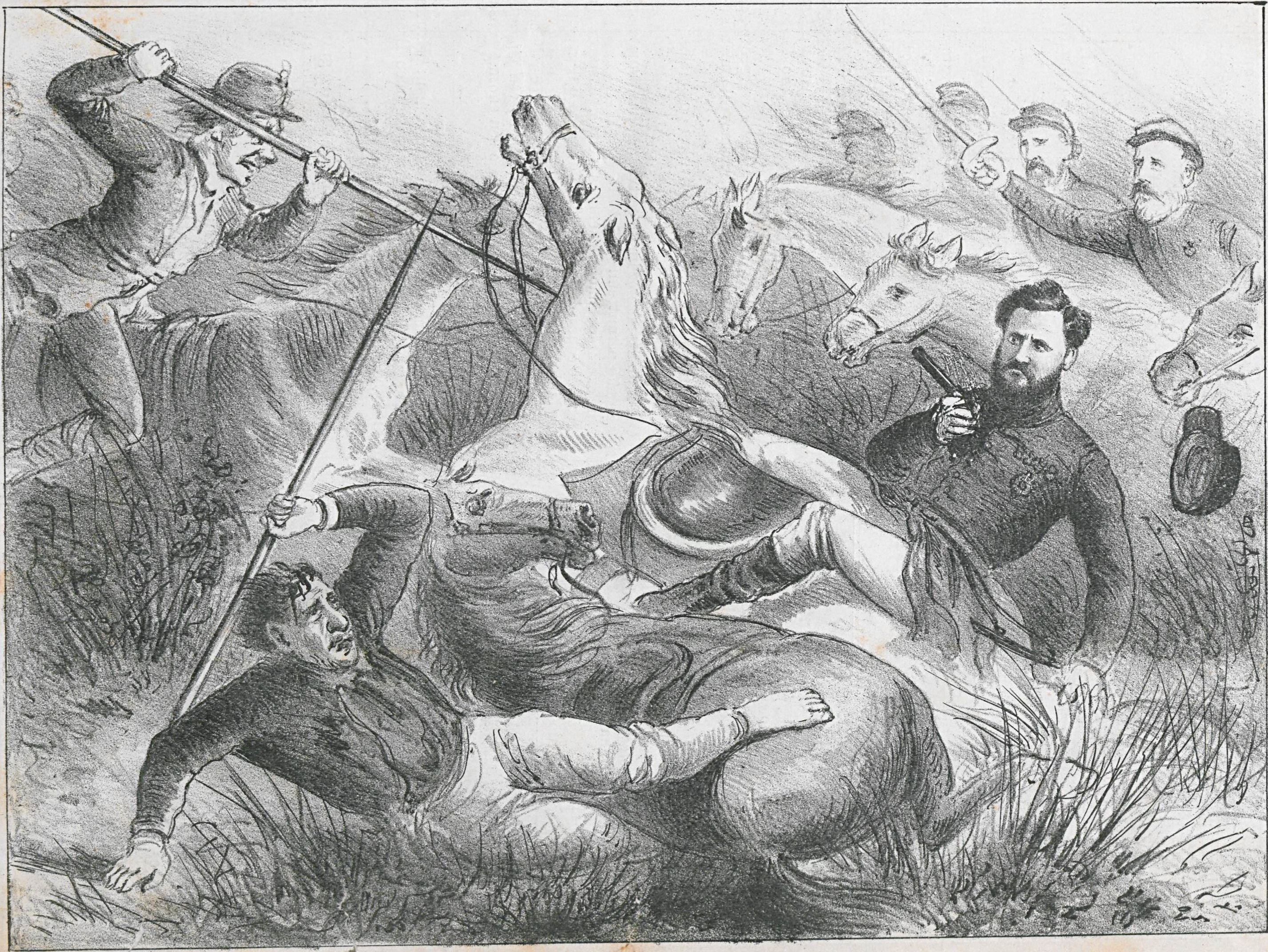
O então Capitão Joaquim Pantaleão Telles de Queiroz, durante o ataque ao Estabelecimento, jogado ao chão para escapar de golpes de lanças acerta um dos agressores com um tiro de seu revólver, sendo o outro morto por seus colegas de farda. Pantaleão foi apenas arranhado em uma perna e nesse dia promovido a major (Semana Ilustrada, 1868).